# Ochodaeus planiceps
Ochodaeus planiceps är en skalbaggsart som beskrevs av Gilbert John Arrow 1911. Ochodaeus planiceps ingår i släktet Ochodaeus och familjen Ochodaeidae. Inga underarter finns listade i Catalogue of Life.